# Jivatman
Jīvātman (de jīva en devanāgarī, जीव et ātman, आत्मन् ) est un terme sanskrit qui signifie « Âme individuelle » ou « Être incarné ». Dans la philosophie hindoue et particulièrement dans l'Advaita Vedānta et le yoga tantrique, le jīvātman est le principe qui migre d'une existence à une autre. Il ne faut donc pas le confondre avec le corps périssable ni avec l'ātman qui est éternellement libre, non né, impérissable et un avec brahman. 